# متلازمة إليخالدي
متلازمة إليخالدي  هي متلازمة سيادة وراثية نادرة للغاية (يوجد 10 حالات معروفة فقط) وتتضمن حالة اضطراب التصبغ المعتدل، والاضطراب العصبي الأولي العميق، وعدم وجود اضطراب مناعي، وشعر ذو لمعان فضي.
وترتبط بـMYO5A.